# Xã Moose Creek, Quận Clearwater, Minnesota
Xã Moose Creek (tiếng Anh: Moose Creek Township) là một xã thuộc quận Clearwater, tiểu bang Minnesota, Hoa Kỳ. Năm 2010, dân số của xã này là 230 người.